# Classificazione Strunz
La classificazione Strunz prende il nome dal mineralogista tedesco Hugo Strunz. Prevede la suddivisione dei minerali in 10 classi in base a criteri "cristallochimici" in quanto prende in considerazione sia la composizione chimica che l'aspetto cristallino. 
Fu proposta per la prima volta nel 1938 e da allora ha subìto una costante opera di aggiornamento, man mano che si affinavano le determinazioni di struttura e venivano precisate le composizioni chimiche. L'ultimo aggiornamento (il nono) è del 2001, effettuato da Hugo Strunz in collaborazione con Ernest Henry Nickel, ed è quello adottato dall'Associazione Mineralogica Internazionale; è conosciuta con il nome di classificazione Nickel-Strunz.

## Classi
Si presentano le classi di minerali relative all'ultimo aggiornamento. Per i dettagli si veda la voce di approfondimento.
- I - elementi nativi
- II - solfuri
- III - alogenuri
- IV - ossidi e idrossidi
- V - carbonati e nitrati
- VI - borati
- VII - solfati e cromati
- VIII - fosfati e arseniati
- IX - silicati
- X - composti organici